# DuckTales: Remastered
DuckTales: Remastered es un videojuego de plataformas de estilo metroidvania desarrollado por WayForward Technologies y publicado por Capcom. Es una nueva versión en alta definición de DuckTales, un juego lanzado en la Nintendo Entertainment System en 1989. Se lanzó originalmente para PlayStation 3, Wii U y Windows en agosto de 2013 y para Xbox 360 en septiembre de 2013. En abril de 2015, Disney Mobile lanzó versiones para Android, iOS y Windows Phone. El juego fue retirado temporalmente de la lista de tiendas digitales en agosto de 2019, pero volvió a aparecer en marzo de 2020.
El juego tiene una presentación en 2.5D con sprites de personajes dibujados a mano en 2D y niveles modelados en 3D. Al igual que la versión original, el juego se centra en Scrooge McDuck viajando por el mundo en busca de cinco tesoros para seguir aumentando su fortuna. La versión remasterizada tardó un año y medio en hacerse, ya que se desarrolló a finales de 2011, y cuenta con grandes mejoras en los gráficos y el audio originales, jefes mejorados, un argumento ampliado y un reparto de voces completo que incluye a los actores y actrices de la serie de animación original que entonces sobrevivían. DuckTales: Remastered recibió críticas generalmente positivas. Los críticos alabaron el juego por su jugabilidad y presentación, pero criticaron el exceso de contenido de la historia.

## Sistema de juego
DuckTales: Remastered cuenta con una presentación en 2.5D, con sprites de personajes dibujados a mano en 2D y niveles modelados en 3D. La mecánica de Remastered sigue siendo idéntica a la del juego original de DuckTales, en el que los jugadores asumen el papel de Scrooge McDuck en su viaje por el mundo en busca de cinco tesoros para seguir aumentando su fortuna. Scrooge puede balancear su bastón para golpear o romper objetos, y rebotar en él como un pongo para atacar a los enemigos desde arriba. Esto también le permite llegar a zonas más altas, así como rebotar por zonas peligrosas que le harían daño a pie. Por el camino, Scrooge puede encontrar varios diamantes, que se encuentran en cofres del tesoro o aparecen en determinadas zonas, para aumentar su fortuna, y helados o pasteles que le devuelven la salud. Varios personajes de la serie aparecen a lo largo de las fases con distintos papeles, ayudando o dificultando el progreso del jugador. Cuenta con las voces de Alan Young, Chuck McCann, Russi Taylor y Terry McGovern.
Se introducen algunos ajustes en la mecánica, como una pantalla de mapa en las dificultades más fáciles y un salto pogo más sencillo, que se puede activar y desactivar. DuckTales: Remastered también incluye un nuevo nivel tutorial ambientado en el cubo de dinero de Scrooge, que incluye una lucha contra el jefes Big Time Beagle, así como un nuevo nivel final en el Monte Vesubio, donde tienen lugar tanto la lucha contra el jefe final como la carrera hacia la cima. El dinero obtenido en los niveles se puede utilizar ahora para desbloquear varios objetos de la galería, como arte conceptual y piezas musicales, y para llenar el cubo de dinero de Scrooge.
Aparecen los cinco niveles del juego original, todos ellos ampliados, y pueden jugarse en cualquier orden. Cada uno incluye nuevos objetivos que deben cumplirse para completar la fase, y todos los jefes tienen nuevos patrones. El juego también cuenta con una narrativa completa, que explica los motivos y el razonamiento que hay detrás de cada etapa, incluida la forma en que Scrooge es capaz de respirar en la Luna. Los personajes que aparecían brevemente en el juego original, como Magica De Spell, Flintheart Glomgold y los Beagle Boys, desempeñan un papel más importante en la trama del juego. Los tesoros ocultos del juego original ahora sólo se encuentran en dificultades superiores, y el juego consta de un único final.

## Trama
Los Beagle Boys intentan otro asalto a la caja de dinero de Scrooge, con Baggy, Burger y Bouncer Beagle secuestrando a Huey, Dewey y Louie. Después de rescatarlos, encuentra a Big Time Beagle en su oficina con un cuadro en las manos. Con la ayuda de Duckworth, es derrotado y se retira. El cuadro revela la ubicación de cinco tesoros, y Scrooge no pierde el tiempo y se pone en camino hacia ellos. Scrooge y Joe McQuack visitan el Amazonas para encontrar el Cetro del Rey Inca. Con ocho monedas de oro, descubren el templo oculto de Manco Capquack, pero el cetro se pierde y el templo es destruido por su estatua guardiana. El jefe de los nativos se acerca entonces a Scrooge y McQuack y les da las gracias por devolverles su ciudad, y le da a cambio el cetro recuperado, que no era más que el rascador de espaldas del rey. Scrooge, los sobrinos y Webby visitan el castillo de Drake Von Vladstone, también conocido como Pato Drácula, que era el heredero de la Moneda del Reino Perdido. Los chicos caen en una trampilla y quedan esparcidos por toda la mansión de Transilvania, pero Scrooge los salva de los Beagle Boys, disfrazados de fantasmas. Cada uno de los beagle boys llevaba también una hoja de papel rasgada que contenía parte de un acertijo. Descubren un espejo en el que Scrooge resuelve el acertijo y se revela Magica De Spell, que también busca la moneda. Scrooge y Mágica se enfrentan por ella, y la hechicera es derrotada y se retira con las manos vacías. Scrooge y los sobrinos viajan a las Minas Africanas para encontrar el Diamante Gigante de la Tierra Interna, pero descubren que los trabajadores se asustan con voces y terremotos, alegando que la mina está encantada. En las profundidades, Scrooge descubre que la causa son los Terra-Firmians y sus juegos, y tras interferir es atacado por su rey. Derrotado, el rey llega a un acuerdo con Scrooge para detener los juegos a cambio de que continúen las operaciones mineras, ya que así se librarán de los diamantes que consideran «rocas basura». Para empezar, le da a Scrooge el Diamante Gigante de la Tierra Interna.
Buscando la Corona de Gengis Kan en el Himalaya, McQuack se estrella contra una montaña lejos de su destino y pierde un regulador de combustible de repuesto, que los conejos esparcen por todo el nivel. Mientras los recupera, Scrooge tropieza con Bubba el Cavernícola que está congelado en el hielo, y tras liberarlo y llevarlo de vuelta al avión, Scrooge descubre que Webby se coló en el viaje. Después de hacer despegar el avión, Flintheart Glomgold y los Beagle Boys les tienden una emboscada. Después de ocuparse de ellos, Scrooge se enfrenta a un Yeti enfadado, pero Webby interfiere y le revela que estaba enfadado porque había pisado una espina. Como sospecha Scrooge, la «espina» es la Corona de Genghis Khan. Scrooge, Gyro Gearloose y Fenton Crackshell viajan a la Luna para encontrar el Queso Verde de la Longevidad, capaz de respirar en el espacio gracias a un caramelo especial de oxígeno que inventó Gyro, pero Fenton es secuestrado por los extraterrestres junto con el traje Gizmoduck, y tras ser salvado por Scrooge, se convierte en Gizmoduck y abre de golpe una puerta que conduce al subsuelo. Glomgold y los Beagle Boys aprovechan la apertura, y Gizmoduck va tras el rival de Scrooge. Scrooge se enfrenta a los Beagle Boys y descubre el queso antes que ellos, pero una rata de la nave alienígena se lo come y muta. Scrooge derrota a la criatura, transformando a la rata de nuevo en normal, y se lleva el queso para él.
Tras recoger todos los tesoros, Scrooge encuentra a los sobrinos tomados como rehenes por los Beagle Boys y Glomgold, que regatea su seguridad por los tesoros. Después de que Scrooge acepte, Magica De Spell aparece de repente, afirmando que fue ella quien vendió a Scrooge el cuadro de Drake Von Vladstone para que buscara los tesoros para ella, que forman parte de un hechizo para revivirlo. Ella roba los tesoros, convierte a los Beagle Boys en cerdos y secuestra a los sobrinos, y le dice a Scrooge que le traiga su Number One Dime si quiere salvarlos. Scrooge y Glomgold forman una alianza para salvar a los sobrinos y recuperar el tesoro, respectivamente. Tras llegar al Monte Vesubio, acaban encontrando la fortaleza oculta de Magica. Glomgold roba la moneda y los dos villanos revelan que han estado trabajando juntos todo el tiempo. Mágica revive con éxito al Pato Drácula y lo envía a destruir a Scrooge, pero es derrotado y perece. Con los sobrinos salvados y el lugar cayéndose a pedazos, Scrooge va tras Mágica y Glomgold, que pierden el Número Uno de diez centavos. Scrooge corre contra ellos para recuperarlo, lo consigue, y escapa por los pelos de quedar atrapado en la erupción mientras los dos villanos escapan. Tras perder los tesoros, Scrooge dice a sus sobrinos que la aventura aún así mereció la pena y que la compartieron juntos. Glomgold y los Beagle Boys son arrestados, y Scrooge y los sobrinos se van a celebrarlo con cucuruchos de helado, y Scrooge declara que por esta vez va a derrochar e incluso comprará cucuruchos con helado dentro.

## Desarrollo

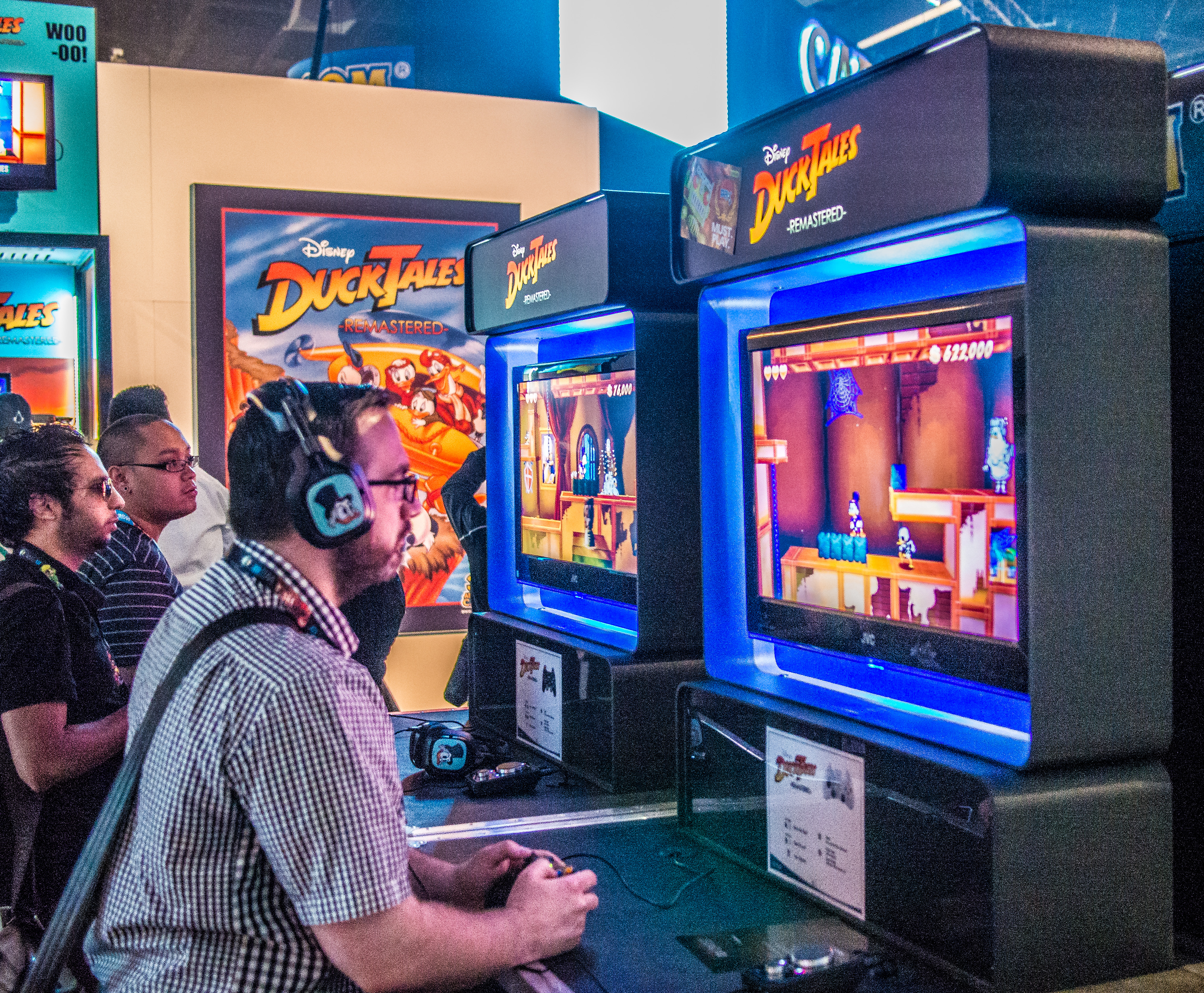
Una demo del juego en la Electronic Entertainment Expo 2013

Capcom anunció por primera vez el juego en PAX East 2013 el 22 de marzo. Aunque el desarrollo completo comenzó a finales de 2011, Disney y Capcom estuvieron hablando previamente de la posibilidad de un remake desde 2010. Los fondos y diseños fueron creados por los artistas de Disney Television Animation Mike Peraza y Rick Evans. Cuenta con doblaje completo de los personajes, incluidos los miembros supervivientes del reparto de la serie de animación original, como Alan Young, que retoma su papel de Scrooge McDuck y June Foray, que interpreta a Magica De Spell.
DuckTales: Remastered incluye nueva música compuesta por Jake Kaufman. En el «Duckumentary» de Capcom sobre la música y el sonido, Kaufman, al hacer sus arreglos, dijo: «He escuchado este material en mi cabeza, en forma de arreglos, desde que tenía 10 años, así que sabía exactamente qué hacer, qué haría, si tenía la oportunidad y nunca me lo tomé como un aficionado. Y ahora lo tomo como un tipo de WayForward y como que se desarrolló todo junto». No modificó mucho las composiciones originales, sino que dio a cada pieza su propio toque y las hizo más orquestales. Permite a los jugadores alternar entre la nueva banda sonora y la banda sonora original de 8 bits después de superar el juego una vez, lo que incluye versiones de 8 bits de las composiciones recién añadidas. El director Austin Ivansmith añadió sobre el diseño de sonido: «No puedes hacer que suene como el foley de una película. Hay sonidos icónicos para saltar, aterrizar y golpear a un enemigo, que necesitan una cierta pegada. Nuestros diseñadores de sonido saben cómo crear un sonido de juego perfecto, y eso aporta mucho al juego. Sin él, el juego parece vacío». También reveló que no había planes iniciales de incluir doblaje, pero que Disney declaró a los pocos meses de desarrollo que se podría contar con algunos de los actores de doblaje originales. Por ello, el equipo amplió el guion para dar cabida a esta incorporación.

## Lanzamiento
Capcom lanzó el juego en Norteamérica en Nintendo eShop, PlayStation Network y Steam el 13 de agosto de 2013, y una versión para Xbox Live Arcade el 11 de septiembre. El 20 de agosto salió a la venta una versión para PlayStation 3 que incluye un código para descargar el título y un pin de coleccionista de DuckTales. El 12 de noviembre se lanzó una versión en disco para PlayStation 3, Xbox 360 y Wii U. Se lanzó para dispositivos Android e iOS, así como para Windows Phone en todo el mundo en abril de 2015. El 19 de mayo del mismo año se estrenó en Japón. Se publicó un parche para que abordaba varios problemas y críticas, incluido un «modo de cine rápido» que se salta las escenas del juego, siempre que el jugador haya completado el juego una vez. El juego se regaló a los suscriptores de PlayStation Plus en enero de 2015.
Para promocionar el juego, Capcom envió 150 cartuchos dorados de edición limitada de NES con el juego original, con el arte de Remastered como pegatina, dentro de una fiambrera coleccionable a distintos miembros de la prensa especializada en videojuegos. También se incluían anuncios recreados de algunos de los juegos de Capcom para NES, como Mega Man 3, un cupón para el «Queso verde de la longevidad» que aparece en el juego y un anuncio falso de una próxima banda sonora en casete del juego. Todos los artículos incluidos se rellenaban en la caja con un suelo hecho de billetes de dólar estadounidenses reales y triturados. A finales de agosto se supo que Capcom estaba regalando los kits de prensa restantes hasta el lanzamiento del juego en Xbox Live, a través de varios concursos.
El 8 y 9 de agosto de 2019, el juego fue retirado temporalmente de las tiendas digitales debido a la expiración del acuerdo de licencia de Capcom con Disney. En la semana que terminó el 11 de agosto, el juego se disparó hasta el tercer puesto en las listas de ventas de EMEAA, saltando más de 1000 puestos desde la semana anterior. Volvió a los escaparates digitales en marzo de 2020.

## Recepción
Las versiones para PlayStation 3, Wii U e iOS recibieron «críticas generalmente favorables», mientras que las de Xbox 360 y PC recibieron críticas «medias», según el sitio web de Agregador de reseñas Metacritic. Según el informe del año fiscal de Capcom, las ventas del juego fueron «superiores a lo esperado».
Tim Turi de Game Informer ha calificado las versiones para PS3 y Xbox 360 como «una carta de amor cuidadosamente escrita que atrae a los fans de la serie de los 80» y que «combina a la perfección los dibujos animados y el juego de NES». Turi añade que muchos de los momentos memorables del juego original están ahí, pero que esta vez «están más equilibrados» y ofrecen algunos momentos desafiantes. Chris Hoffman de GamesRadar+ lo definió como «un revival retro bien hecho». Josh Wirtanen de GameZone alabó los controles del juego en su avance, diciendo que eran «increíblemente suaves». Más tarde, Mike Splechta, del mismo sitio web, le dio un nueve sobre diez, calificándolo de «un juego de plataformas muy entretenido que rezuma personalidad y una jugabilidad excelentemente difícil». Colin Moriarty de IGN alabó su fiel jugabilidad, pero criticó que se centrara en la narrativa. Justin Speer de GameTrailers alabó la jugabilidad y la presentación de la versión para PS3, mientras que criticó los elementos de la historia por interrumpir el flujo del juego.
Joshua Vanderwall de The Escapist dio a la versión de Xbox 360 cuatro estrellas y media sobre cinco y la calificó de «reedición retro en su máxima expresión. El juego se siente como su homólogo clásico, pero tiene una serie de mejoras que lo hacen más aceptable para el público de los juegos modernos». Luciano Howard de The Digital Fix le dio un 7 sobre 10, calificándolo de «niño de oro renovado y revitalizado que, al fin y al cabo, demuestra su edad a pesar del esfuerzo realizado para ocultar tales verdades». Sin embargo, Scott Nichols de Digital Spy dio a la versión de PS3 tres estrellas sobre cinco: «Con DuckTales Remastered, Wayforward intentó equilibrar la autenticidad y la nostalgia con el intento de ofrecer una experiencia original. El resultado final se siente algo confuso, tirando en ambas direcciones a la vez sin decidirse nunca por una u otra». Official Nintendo Magazine otorgó a la versión de Wii U un 62 %, afirmando: «Aunque dista mucho de ser un mal juego, DuckTales Remastered es una enorme oportunidad perdida y un día triste para los fans que esperaban mucho más». David Jenkins de Metro le dio a la versión de Xbox 360 cinco puntos sobre diez y la calificó de «un sueño hecho realidad para los fanáticos del original, pero no hay nada aquí para nadie más, especialmente dados los tediosos nuevos elementos de la historia y la odiosa dificultad». Edge también le dio un cinco sobre diez y afirmó que el juego se había manejado con un cuidado que sólo un aficionado era capaz de dar, al tiempo que criticaba la repetitividad.

### Nominaciones
| Año  | Premio         | Categoría                                                                                           | Resultados | Ref.   |
| ---- | -------------- | --------------------------------------------------------------------------------------------------- | ---------- | ------ |
| 2014 | Premios NAVGTR | Animación, Interactivo                                                                              | Nominado   | [ 51 ] |
| 2014 | Premios NAVGTR | Actuación principal en una comedia (Alan Young como Scrooge McDuck)                                 | Nominado   | [ 51 ] |
| 2014 | Premios NAVGTR | Partitura Original Light Mix, Franquicia                                                            | Nominado   | [ 51 ] |
| 2014 | Premios NAVGTR | Interpretación secundaria en comedia (June Foray como Ma Beagle)                                    | Nominado   | [ 51 ] |
| 2014 | Premios NAVGTR | Interpretación secundaria en comedia (Russi Taylor como Webby Vanderquack y Huey, Dewey, and Louie) | Nominado   | [ 51 ] |
| 2014 | Premios NAVGTR | Juego, Classic Revival                                                                              | Nominado   | [ 51 ] |